# Haderonia culta
Haderonia culta är en fjärilsart som beskrevs av Moore 1881. Haderonia culta ingår i släktet Haderonia och familjen nattflyn. Inga underarter finns listade i Catalogue of Life.